# الماگروت
الماگروت یک نوع پخشینه نرم است که از پنیر خشک، فلفل، روغن زیتون، سیر و دیگر مواد درست شده و معمولاً با مالیدنش بر روی نان تست خورده می‌شود. الماگروت از غذاهای سنتی جزیرۀ لا گومرا، جزایر قناری می‌باشد.